# Бобров, Владимир Васильевич
Влади́мир Васи́льевич Бобро́в (род. 5 июня 1945) — советский и российский археолог, доктор исторических наук (1992), профессор, специалист в области археологии Сибири и Центральной Азии.
Автор более 400 печатных работ, в том числе 12 монографий.

## Биография
Родился 5 июня 1945 года в селе Клекотки Рязанской области в семье кадрового офицера, родители участники Великой Отечественной войны. Школьные годы были типичными для детей военнослужащих: он учился в нескольких школах в местах службы отца — на Украине, в Германии, затем в г. Кемерове.
В 1966 г. окончил Кемеровский педагогический институт (ныне Кемеровский государственный университет, КемГУ) и был приглашен на кафедру всеобщей истории. Он был одним из лучших выпускников, что отразилось в характеристике: «учился на отлично и хорошо. Участвовал в общественной жизни института, руководил одной из групп студентов, читал лекции в школе юных дарований, правдивый и честный. Педагогическую практику провел отлично». В студенческие годы В. В. Бобров также участвовал в полевых исследованиях других экспедиций, работавших в Сибири и на Дальнем Востоке. Особенно много, по воспоминаниям самого Владимира Васильевича, дало ему участие в экспедиции, руководимой А. П. Окладниковым, на Амуре. Алексей Павлович стал его научным руководителем в аспирантуре.
Отслужив срочную службы в рядах Советской Армии В. В. Бобров вновь вернулся на кафедру в январе 1969 года. Объектом научного исследования Владимира Васильевича стали оленные бляшки тагарской культуры, он занимался их систематизацией, выявлением особенностей изображений в тагарской культуре, а также определением заимствований деталей, форм и приемов изображений тагарских оленей в искусстве кочевых и полукочевых племен Евразии. Итогом исследований стала защита кандидатской диссертации в 1973 г. «Олень в скифо-сибирском искусстве (тагарская культура)».
В 1975 г. был одним из сотрудником созданной кафедры археологии (до 1988 г. являлась единственной кафедрой этого профиля в азиатской части России).
После защиты кандидатской В. В. Бобров занимается разработкой концепции развития историко-культурных процессов в эпохи неолита и бронзы в Кузнецко-Салаирской горной области. Она представлена в докторской диссертации «Кузнецко-Салаирская горная область в эпоху бронзы», которая была успешно защищена в форме научного доклада в 1992 г.
С 1994 г. профессор, заведующий кафедрой археологии с 1998 по 2022 г. Владимир Васильевич стал руководителем археологической научной школы «Исследование культуры и искусства древних обществ на стыке Северной и Центральной Азии (традиции и инновации)», статус которой был утвержден Ученым Советом КемГУ в 2009 г. В настоящее время по результатам рейтинга кафедра под руководством В. В. Боброва занимает одно из ведущих мест в КемГУ среди подразделений гуманитарного профиля. Профессор В. В. Бобров читает курсы лекций студентам бакалавриата, магистратуры и аспирантам. Им подготовлено 16 кандидатов наук.
После защиты докторской диссертации все большее значение в деятельности В. В. Боброва стала занимать работа по организации гуманитарной науки в Кузбассе. Особенно значимым является налаживание тесных творческих контактов с академическими структурами Сибирского отделения РАН. В 1995 г. под руководством В. В. Боброва была создана совместная с Институтом археологии и этнографии СО РАН Кузбасская лаборатория археологии и этнографии. Она стала первой академической структурой гуманитарного профиля в Кемеровской области.
Активное участие принимал Владимир Васильевич в создании нового академического учреждения в составе Кемеровского научного центра СО РАН — Института экологии человека (2004 г.). В 2016 г. был образован Федеральный исследовательский центр угля и углехимии СО РАН (ФИЦ УУХ СО РАН), в состав которого вошёл Институт экологии человека. Сегодня В. В. Бобров является главным научным сотрудником, заведующим отдела гуманитарных исследований ФИЦ УУХ СО РАН.
Самостоятельные полевые исследования Владимир Васильевич проводит с 1973 г. Экспедиции В. В. Боброва связаны преимущественно с Кузбассом, однако ему приходилось работать и в Красноярском крае, Томской области, Новосибирской области. Спектр научных интересов ученого чрезвычайно широк (от неолита до Средневековья), но излюбленными темами становятся эпохи неолита и бронзы. Не случайно, что, пожалуй, наиболее значительными результатами его полевых изысканий явилось фундаментальное изучение Танайского археологического микрорайона (оз. Танай на границе Новосибирской и Кемеровской областей), продолжавшееся на протяжении 20 лет (1986—2006 гг.). Эти работы не только обогатили науку качественно новыми источниками, но и позволили сформулировать и обосновать оригинальные научные теории, касающиеся различных этапов эпохи бронзы большого района Западной Сибири. Начиная с 2004 г. В. В. Бобров исследует памятники эпохи неолита и бронзы в Барабинской лесостепи.
Бобров В. В. — член редколлегии и редсоветов журналов «Вестник Кемеровского государственного университета», «Археология, этнография и антропология Евразии», «Известия Иркутского государственного университета», Объединённого ученого совета СО РАН по гуманитарным наукам, заместитель председателя регионального отделения РФФИ.
За весомый вклад в развитие науки и образования профессор В. В. Бобров удостоен звания Заслуженный работник высшей школы Российской Федерации (2002 г.), знака «Почетный профессор Кузбасса», других региональных и ведомственных наград.8 июня 2020 года в Кемеровском государственном университете состоялось чествование Владимира Васильевича Боброва, отметившего 75-летний юбилей. Он был награждён медалью А. А. Леонова за достижения мирового уровня и серьёзные инновационные проекты, которую ему вручила заместитель губернатора Кузбасса Е. А. Пахомова.

## Научная деятельность
Основные научные направления его исследований: изучение исторических, этнических, и культурногенетических процессов в горной экосистеме, первобытного искусства и сохранение его недвижимых памятников; изучение малоисследованных историко-хронологических периодов на территории Сибири и Центральной Азии. Основные научные результаты Боброва В. В.: разработана концепция историко-культурного развития маргинальных территорий на примере Кузнецко-Салаирской горной области; выявлены закономерности поликультурного и полиэтнического развития в условиях горных экосистем Южной Сибири; выявлены тенденции и особенности взаимодействия населения Западной Сибири в течение пяти-шести тысячелетий (VII — начало I тыс. до н. э.); разработаны новые и внесены коррективы в принятые периодизации развития культур эпохи камня и бронзы Барабинской лесостепи, Среднего Прииртышья, лесостепного Приобья, Среднего Енисея; выделены новые археологические культуры. В области теории и методологии археологии Бобровым В. В.: обоснованы критерии выделения культуры, исходя из специфики источников трех крупных хронологических периодов; предложено понятие, отвечающее разнообразию содержания в период смены эпохи камня в условиях Западной Сибири; предложен метод социальной реконструкции обществ эпохи поздней бронзы; предложен метод хроностратиграфии для изучения петроглифов, как святилищ.
Выдвинул концепцию полиэтнокультурного развития в условиях горных экосистем Южной Сибири в эпоху бронзы.